# ماتیا لیوبک
ماتیا لیوبک (انگلیسی: Matija Ljubek; ۲۲ نوامبر ۱۹۵۳ – ۱۱ اکتبر ۲۰۰۰) قایقران کانو اهل یوگسلاوی بود.
وی در مسابقات کشوری و بین‌المللی در مجموع برندهٔ ۹ مدال طلا، ۴ مدال نقره، ۴ مدال برنز شده‌است.